# Journée de la visibilité Pan
La journée de la visibilité Pan (pour pansexuel et panromantique) (en anglais : Pansexual and Panromantic Awareness and Visiblity Day est un événement annuel ayant lieu le 24 mai, célébré par la communauté pansexuelle et panromantique et ses sympathisants. Cette journée a pour objectif de sensibiliser sur les personnes d'orientation pansexuelle et panromantique, notamment sujets à un manque de considérations, de compréhension avec une confusion qui a souvent lieu avec la bisexualité. 

## Histoire

### Origine
La journée semble trouver ses origines dans un sujet posté sur la plateforme de microbloage Tumblr. Cette journée est ainsi célébrée la première fois en 2015 - même si l'année 2014 semble également être une date reconnue dans la communauté. Dans tous les cas, elle est à l'initiative de militantes et militants et de la communauté. 

### Diffusion
La célébration est reprise les années suivantes par le biais de différentes plateformes et relais de la communauté Pan, comme en 2020, en 2023,, ou en 2024.
En France, c'est le compte Instagram Le Coin des LGBT+ (@lecoindeslgbt) qui se fait le relais de cette célébration pour l'année 2024.
Dans le monde hispanophone, ce sont les presses du Chili et de l'Argentine qui se font le relais de cette journée,.
Pour l'édition de 2024, il est à noter que la ville de Snohomish (Washington) dans l'état de Washington choisit de célébrer cette journée.

## Autre journée de célébration Pan
Il existe également une journée internationale de fierté Pan qui se déroule le 8 décembre.